# Langtongbijen
Langtongbijen (Apidae) zijn een familie van de vliesvleugeligen (Hymenoptera), waaronder de solitaire bijen, hommels, angelloze bijen en honingbijen vallen. De familie bestaat uit ongeveer 5700 soorten, het daarmee is de meest soortenrijke familie binnen de bijen.

## Taxonomie
- Onderfamilie Xylocopinae
  - Tribus Xylocopini
  - Tribus Manueliini
  - Tribus Ceratinini
  - Tribus Allodapini
- Onderfamilie Ctenoplectrinae
  - Tribus Ctenoplectrini
  - Tribus Tetrapediini
- Onderfamilie Anthophorinae
  - Tribus Anthophorini
- Onderfamilie Nomadinae
  - Tribus Neolarrini
  - Tribus Ammobatini
  - Tribus Caenoprosopidini
  - Tribus Townsendiellini
  - Tribus Nomadini
  - Tribus Biastini
  - Tribus Ammobatoidini
  - Tribus Hexepeolini
  - Tribus Brachynomadini
  - Tribus Epeolini
  - Tribus Osirini
  - Tribus Isepeolini
  - Tribus Protepeolini
  - Tribus Rhathymini
  - Tribus Melectini
  - Tribus Ericrocidini
  - Tribus Coelioxoidini
- Onderfamilie Eucerinae
  - Tribus Exomalopsini
  - Tribus Ancylaini
  - Tribus Tarsaliini
  - Tribus Tapinotaspidini
  - Tribus Eucerini
  - Tribus Emphorini
- Onderfamilie Apinae
  - Tribus Centridini
  - Tribus Euglossini
  - Tribus Bombini
  - Tribus Apini
  - Tribus Meliponini

## In Nederland waargenomen soorten
- Genus: Ammobates
  - Ammobates punctatus - (Zandloperbij)
- Genus: Anthophora
  - Anthophora aestivalis - (Mooie sachembij)
  - Anthophora bimaculata - (Kleine sachembij)
  - Anthophora borealis - (Noordelijke sachembij)
  - Anthophora furcata - (Andoornbij)
  - Anthophora plagiata - (Schoorsteensachembij)
  - Anthophora plumipes - (Gewone sachembij)
  - Anthophora quadrimaculata - (Kattenkruidbij)
  - Anthophora retusa - (Zwarte sachembij)
- Genus: Apis
  - Apis mellifera - (Honingbij)
- Genus: Biastes
  - Biastes truncatus - (Gewone pantserbij)
- Genus: Bombus
  - Bombus barbutellus - (Lichte koekoekshommel)
  - Bombus bohemicus - (Tweekleurige koekoekshommel)
  - Bombus campestris - (Gewone koekoekshommel)
  - Bombus confusus - (Boloog)
  - Bombus cryptarum - (Wilgenhommel)
  - Bombus cullumanus - (Waddenhommel)
  - Bombus distinguendus - (Gele hommel)
  - Bombus hortorum - (Tuinhommel)
  - Bombus humilis - (Heidehommel)
  - Bombus hypnorum - (Boomhommel)
  - Bombus jonellus - (Veenhommel)
  - Bombus lapidarius - (Steenhommel)
  - Bombus lucorum - (Veldhommel)
  - Bombus magnus - (Grote veldhommel)
  - Bombus muscorum - (Moshommel)
  - Bombus norvegicus - (Boomkoekoekshommel)
  - Bombus pascuorum - (Akkerhommel)
  - Bombus pomorum - (Limburgse hommel)
  - Bombus pratorum - (Weidehommel)
  - Bombus ruderarius - (Grashommel)
  - Bombus ruderatus - (Grote tuinhommel)
  - Bombus rupestris - (Rode koekoekshommel)
  - Bombus soroeensis - (Late hommel)
  - Bombus subterraneus - (Donkere tuinhommel)
  - Bombus sylvarum - (Boshommel)
  - Bombus sylvestris - (Vierkleurige koekoekshommel)
  - Bombus terrestris - (Aardhommel)
  - Bombus vestalis - (Grote koekoekshommel)
  - Bombus veteranus - (Zandhommel)
- Genus: Ceratina
  - Ceratina cyanea - (Blauwe ertsbij)
- Genus: Epeoloides
  - Epeoloides coecutiens - (Bonte viltbij)
- Genus: Epeolus
  - Epeolus alpinus - (Waddenviltbij)
  - Epeolus cruciger - (Heideviltbij)
  - Epeolus tarsalis - (Schorviltbij)
  - Epeolus variegatus - (Gewone viltbij)
- Genus: Eucera
  - Eucera longicornis - (Gewone langhoornbij)
  - Eucera nigrescens - (Zuidelijke langhoornbij)
- Genus: Melecta
  - Melecta albifrons - (Bruine rouwbij)
  - Melecta luctuosa - (Witte rouwbij)
- Genus: Nomada
  - Nomada alboguttata - (Bleekvlekwespbij)
  - Nomada argentata - (Zwarte wespbij)
  - Nomada armata - (Knautiawespbij)
  - Nomada atroscutellaris
  - Nomada baccata - (Kleine bleekvlekwespbij)
  - Nomada bifasciata - (Bonte wespbij)
  - Nomada braunsiana - (Klokjeswespbij)
  - Nomada conjungens - (Langsprietwespbij)
  - Nomada distinguenda - (Langsprietdwergwespbij)
  - Nomada emarginata - (Doornloze wespbij)
  - Nomada errans - (Zwartbuikwespbij)
  - Nomada fabriciana - (Roodzwarte dubbeltand)
  - Nomada facilis - (Composietwespbij)
  - Nomada femoralis - (Dubbeldoornwespbij)
  - Nomada ferruginata - (Geelschouderwespbij)
  - Nomada flava - (Gewone wespbij)
  - Nomada flavoguttata - (Gewone kleine wespbij)
  - Nomada flavopicta - (Zwartsprietwespbij)
  - Nomada fucata - (Kortsprietwespbij)
  - Nomada fulvicornis - (Roodsprietwespbij)
  - Nomada furva - (Glanzende dwergwespbij)
  - Nomada fuscicornis - (Bruinsprietwespbij)
  - Nomada glabella - (Bosbeswespbij)
  - Nomada goodeniana - (Smalbandwespbij)
  - Nomada guttulata - (Gedrongen wespbij)
  - Nomada integra - (Tweekleurige wespbij)
  - Nomada lathburiana - (Roodharige wespbij)
  - Nomada leucophthalma - (Vroege wespbij)
  - Nomada marshamella - (Donkere wespbij)
  - Nomada melathoracica - (Vlekpootwespbij)
  - Nomada moeschleri - (Eendoornwespbij)
  - Nomada mutabilis - (Rode wespbij)
  - Nomada mutica - (Gele wespbij)
  - Nomada obscura - (Donkere dubbeltand)
  - Nomada obtusifrons - (Platkielwespbij)
  - Nomada opaca - (Boswespbij)
  - Nomada panzeri - (Sierlijke wespbij)
  - Nomada piccioliana - (Kalkgraslandwespbij)
  - Nomada pleurosticta - (Neushoornwespbij)
  - Nomada rhenana - (Kale wespbij)
  - Nomada roberjeotiana - (Kleine bonte wespbij)
  - Nomada ruficornis - (Gewone dubbeltand)
  - Nomada rufipes - (Heidewespbij)
  - Nomada sexfasciata - (Grote wespbij)
  - Nomada sheppardana - (Geeltipje)
  - Nomada signata - (Signaalwespbij)
  - Nomada similis - (Matglanswespbij)
  - Nomada stigma - (Borstelwespbij)
  - Nomada striata - (Stomptandwespbij)
  - Nomada succincta - (Geelzwarte wespbij)
  - Nomada villosa - (Grote stomptandwespbij)
  - Nomada zonata - (Variabele wespbij)
- Genus: Tetralonia
  - Tetralonia malvae - (Malvabij)
- Genus: Thyreus
  - Thyreus orbatus - (Vlekkenbij)
- Genus: Xylocopa
  - Xylocopa violacea - (Blauwzwarte houtbij)
  - Xylocopa virginica